# Separatyzm kornwalijski

Flaga Kornwalii

Separatyzm kornwalijski – termin odnoszący się do ruchów o charakterze politycznym, społecznym i kulturalnym w Kornwalii, działających na rzecz autonomii, a niekiedy nawet niepodległości Kornwalii.
Zwykle dotyczy jednego z czterech tematów: odrębności Kornwalii od Anglii oraz odrębności Kornwalijczyków od Anglików, decentralizacji Anglii (rozumianej jako jedna z czterech części Zjednoczonego Królestwa – obok Walii, Szkocji i Irlandii Północnej) i uzyskania autonomii przez Kornwalię oraz powstania odrębnego parlamentu kornijskiego z uprawnieniami ustawodawczymi, a nawet powstania suwerennego i niepodległego państwa kornijskiego. Podkreślany jest również fakt, że Kornwalia, w przeciwieństwie np. do Szkocji, nigdy nie została przyłączona do Anglii na drodze formalnej unii.

## Odrębność narodowa, etniczna i kulturowa

Położenie Kornwalii

Kornwalijczycy popierający separatystyczne dążenia Kornwalii podkreślają, że są odrębną grupą etniczną, w przeciwieństwie do Anglików wywodzącą się z plemion celtyckich, w przeszłości używającą języka kornijskiego i mającą częściowo odrębną historię. Jednym z argumentów jest używanie przez Kornwalijczyków pojęcia Anglia na określenie obszaru znajdującego się na wschód od mostu Tamar Bridge. Podczas spisu powszechnego można było podawać opcję narodowościową Kornwalijczyk, choć formularz nie zawierał odrębnego pola dla tej narodowości; niemniej jednak 37 000 osób podało narodowość kornijską, mimo iż możliwość ta – zdaniem krytyków – nie została odpowiednio rozpropagowana. Od r. 2004 na mocy Children's Act (ustawy o wychowaniu dzieci i młodzieży) można zaznaczać narodowość kornwalijską na świadectwach szkolnych. Kornwalia ma też odrębną reprezentację sportową, występującą od r. 2006 na Igrzyskach Wspólnoty Narodów (Commonwealth Games).
Często używa się argumentu o odrębności etnicznej Kornwalii, podając, że w odróżnieniu od reszty Anglików Kornwalijczycy są pochodzenia celtyckiego. Krytycy, wywodzący się zwłaszcza z kręgów genetyków (Brian Sykes), uważają, że nie istnieje coś takiego jak celtycka grupa etniczna. Jedyna łączność z Celtami, która jest niekwestionowana, to łączność językowa; język kornijski (wymarły na przełomie XVII i XVIII w, od XX wieku trwa odradzanie tego języka) jest językiem celtyckim.

## Walka o autonomię Kornwalii
Pierwsze starania o niepodległą Kornwalię miały miejsce podczas angielskiej wojny domowej w XVII wieku, a prowadził je sir Richard Grenville, przekonany, że może wykorzystać kornijskie marzenia o niepodległości do zyskania poparcia dla rojalistów. Obecnie starania Kornwalii o autonomię prowadzą takie organizacje polityczne jak m.in. Mebyon Kernow i Cornish Nationalist Party. Domagają się powołania zgromadzenia Cornish Assembly na takiej samej zasadzie i o takich samych prawach jak Walijskie Zgromadzenie Narodowe. Według badań z 2003 r., starania te popierało 55% Kornwalijczyków.